# قيلومية
القيلومية (الاسم العلمي:Stylonemataceae) هي فصيلة من الطحالب الحمراء تتبع رتبة القيلوميات من الطائفة القيلومانية.

## الأجناس
- القيلومى